# 道しるべ (舞祭組の曲)
「道しるべ」（みちしるべ）は、舞祭組の4枚目のシングル。2017年1月4日にavex traxから発売された。

## 概要
舞祭組が作詞作曲を手掛け、大切な人への"愛"や"感謝"を綴った、舞祭組初のバラード。
前作まで舞祭組をプロデュースしてきた中居正広は今作は関与せず、メンバーは10日間共同生活の合宿を行い、楽曲制作からジャケットデザイン、ミュージックビデオの構想までを自分たちで行った。MVではデビューシングル「棚からぼたもち」で登場したデパートの屋上のステージセットが象徴として使用されている。歌詞には中居作詞の2ndシングル「てぃーてぃーてぃーてれって てれてぃてぃてぃ 〜だれのケツ〜」の歌詞の一節と同曲の歌詞に出てくる「ぱにたん」や、中居の誕生石であるペリドットが登場するほか、メンバーそれぞれの名前が隠されている（「1000」→千賀健永、「渡る」→横尾渉、「2回」→二階堂高嗣、「見当た（らない）」→宮田俊哉）。

## チャート成績
発売初週に15.6万枚を売り上げ、「棚からぼたもち」の13.3万枚を上回りシングル過去最高を記録。1月16日付オリコン週間チャートで1位を獲得し、シングル4作目にして初の首位獲得となった。（過去3作は日本において一般的にCDが発売される水曜日ではなく、オリコンチャートの集計上不利になる金曜日や日曜日に発売されたことで売り上げ枚数の伸びが悪かったが、今作は水曜日に発売された。）また、オリコン50年の歴史で通算1500曲目の1位獲得作品となった。
中居は自身のラジオ『中居正広 ON&ON AIR』で何度も「道しるべ」をオンエアし、「今まで1位獲ったことないのにさ、なんで俺が抜けた途端に1位獲るんだろね。次、5枚目俺作ってやろうかな、チックショー。これで2位、3位だったら、俺は“自分がセンスがない”って認めるよ。」と自虐的に語っている。
推定売り上げ枚数は181940枚（オリコン2017年06月19日付）

## 収録内容

### CD
1. 道しるべ
作詞・作曲：舞祭組、編曲：久保田真悟、栗原暁
2. 道しるべ（オルゴール）
  - 今作のオルゴールバージョン

通常盤のみ収録。
3. 道しるべ（カラオケ）

### DVD

#### 初回生産限定盤A
1. 道しるべ＜MUSIC VIDEO＞（プロローグ・本編・エピローグ）
2. 道しるべ MUSIC VIDEO メイキングドキュメント

#### 初回生産限定盤B
1. 舞祭組10days合宿ガチドキュメント 〜タマタマキタ3人も合宿所でガヤガヤしちゃうよSP〜

### シリアル動画
※通常盤（初回出荷分）のみ
- 1つのナンバーで以下のどちらかを見ることが可能。

#### スペシャルムービーA
- 舞祭組「道しるべ」フルダンスMOVIE（定点カメラ）

#### スペシャルムービーB
- 舞祭組「道しるべ」レコーディング映像（+α...）